# Желиски
Желиски (итал. Zeleschi) је насељено место у саставу општине Барбан у Истарској жупанији, Хрватска. До територијалне реорганизације у Хрватској налазили су се у саставу старе општине Пула.

## Становништво
Према последњем попису становништва из 2011. године у насељу Желиски живео је 171 становник.
| година пописа  | 1857 | 1869 | 1880 | 1890 | 1900 | 1910 | 1921 | 1931 | 1948 | 1953 | 1961 | 1971 | 1981 | 1991 | 2001 | 2011 |
| бр. становника | 0    | 0    | 110  | 85   | 114  | 139  | 0    | 0    | 204  | 218  | 202  | 181  | 161  | 167  | 160  | 171  |

Напомена:У пописима 1857. 1869. подаци су садржани у насељу Орихи, као и део података 1880. а у 1921. и 1931. у насељу Кожљани. Од 1880 до 1910. исказивано као део насеља под именом Зелески